# Gordon Neufeld
Gordon Neufeld, född 1947, är en kanadensisk författare, som är verksam psykolog i Vancouver och grundare av The Neufeld Institute.
Neufeld, som är filosofie doktor, är en utvecklingspsykolog som utvecklat en samlad teori för förståelsen av barns utveckling, framför allt vad gäller anknytningens betydelse även för större barn. Han är författare till Hold on to your kids (2004, svensk översättning "Våga ta plats i ditt barns liv" 2009).